# Estación Rafael Calzada
Rafael Calzada es una estación ferroviaria ubicada en la localidad homónima, en el partido de Almirante Brown, Provincia de Buenos Aires, Argentina.

## Servicios
Forma parte del Ferrocarril General Roca, siendo una estación intermedia del servicio eléctrico metropolitano de la Línea General Roca que se presta entre las estaciones Bosques y Temperley/Constitución.
Los servicios son prestados por la empresa Trenes Argentinos Operadora Ferroviaria.

## Infraestructura
Con motivo de la habilitación de los servicios de trenes eléctricos que ocurrió el 18 de mayo de 2004, la empresa concesionaria de ese entonces (Metropolitano) levantó el nivel de los andenes para adecuarlos a las nuevas formaciones y construyó un puente peatonal metálico para el cruce de las vías.

## Diagrama
| Plataforma Norte | |
| Vía 1            | Trenes a Bosques provenientes de Constitución vía Temperley (próxima Claypole) Trenes directos a Bosques provenientes de Constitución (próxima Claypole)       |
| Vía 2            | Trenes a Constitución provenientes de Bosques vía Temperley (próxima José Mármol) Trenes directos a Constitución provenientes de Bosques (próxima José Mármol) |
| Plataforma Sur   | |